# Домашка (приток Домашки)
Домашка — река в России, протекает по территории Нефтегорского и Кинельского районов Самарской области. Длина составляет 13 км. Площадь водосборного бассейна — 132 км².
Река является правобережным приток Домашки. Устье реки находится в 9,4 км по правому берегу реки Домашка. Протекает через село Верхняя Домашка. Через реку проходит аммиакопровод Тольятти-Одесса.

## Данные водного реестра
По данным государственного водного реестра России относится к Нижневолжскому бассейновому округу, водохозяйственный участок реки — Самара от водомерного поста у села Елшанка до города Самара (выше города), без реки Большой Кинель. Речной бассейн реки — Волга от верховий Куйбышевского вдхр до впадения в Каспий.
Код объекта в государственном водном реестре — 11010001112112100007620.